# Округ Бејкер (Џорџија)
Округ Бејкер (енгл. Baker County) је округ у америчкој савезној држави Џорџија.

## Демографија
По попису из 2010. године број становника је 3.451, што је 623 (-15,3%) становника мање 2000. године.
| Група             | 2000.         | 2010.         |
| Белци             | 1.889 (46,4%) | 1.642 (47,6%) |
| Афроамериканци    | 2.053 (50,4%) | 1.613 (46,7%) |
| Азијати           | 0 (0,0%)      | 25 (0,7%)     |
| Хиспаноамериканци | 111 (2,7%)    | 145 (4,2%)    |
| Укупно            | 4.074         | 3.451         |